# Lalage leucoptera
Lalage leucoptera (оругеро біяцький) — вид горобцеподібних птахів родини личинкоїдових (Campephagidae). Ендемік Індонезії. Біяцький оругеро раніше вважався підвидом папуанського оругеро, однак був визнаний окремим видом в 2021 році.

## Поширення і екологія
Біяцькі оругеро є ендеміками острова Біак, розташованого на північ від Нової Гвінеї. Вони живуть в тропічних лісах, чагарникових заростях і садах.

## Збереження
МСОП класифікує стан збереження цього виду як близький до загрозливого. За оцінками дослідників, популяція біяцьких оругеро становить від 10 до 20 тисяч птахів. Їм загрожує знищення природного середовища.